# 刘才人 (宋哲宗)
刘才人（?—?），宋哲宗的妃嬪。
刘氏在哲宗时为御侍，宋徽宗崇宁元年（1102年）正月封晋安郡君，大观二年（1108年）二月晋安郡君刘氏进封为才人。